# Gladežev pedic
Gladežev pedic (znanstveno ime Aplasta ononaria) je metulj iz družine pedicev, ki je razširjen tudi v Sloveniji.

## Opis in biologija
Odrasli metulji imajo razpon kril med 26 in 31 mm. V Sloveniji so aktivni od junija do septembra.